# Луп (Тексас)
Луп (енгл. Loop) насељено је место без административног статуса у америчкој савезној држави Тексас.

## Демографија
По попису из 2010. године број становника је 225.
| Група             | 2000.    | 2010.       |
| Белци             | 0 (0,0%) | 117 (52,0%) |
| Афроамериканци    | 0 (0,0%) | 9 (4,0%)    |
| Азијати           | 0 (0,0%) | 1 (0,4%)    |
| Хиспаноамериканци | 0 (0,0%) | 96 (42,7%)  |
| Укупно            | 0        | 225         |